# Souffelweyersheim
Souffelweyersheim (pronounced is /su.fœl.vaj.œr.sajm/) là một xã thuộc tỉnh Bas-Rhin trong vùng Grand Est đông bắc Pháp.

## Dân số
| 1639                                      | 1850 | 1900 | 1936 | 1962 | 1968 | 1975 | 1982 | 1990 | 1999 | 2006 |
| ----------------------------------------- | ---- | ---- | ---- | ---- | ---- | ---- | ---- | ---- | ---- | ---- |
| 60                                        | 704  | 990  | 1936 | 2750 | 3144 | 3978 | 4012 | 5591 | 6017 | 6281 |
| Since 1962: Population without duplicates |      |      |      |      |      |      |      |      |      |      |